# Benoît Schwarz
Pour les articles homonymes, voir Schwarz.
Benoît Schwarz, né le 19 août 1991 à Genève, est un curleur suisse.

## Carrière
Il remporte aux Jeux olympiques d'hiver de 2018 la médaille de bronze du tournoi masculin de curling après avoir été huitième en 2014.
Il est également médaillé de bronze au Championnat du monde de curling masculin 2014 et au Championnat du monde de curling masculin 2017.
Au niveau continental, il obtient aux Championnats d'Europe de curling l'or en 2013, l'argent en 2015 et le bronze en 2016 et 2017.
Il est également sacré champion du monde junior en 2010, vice-champion du monde junior en 2011 et médaillé d'or du Festival olympique de la jeunesse européenne en 2009.